# بخش چسترفیلد (شهرستان فولتون، اوهایو)
بخش چسترفیلد (به انگلیسی: Chesterfield Township) یک منطقهٔ مسکونی در ایالات متحده آمریکا است که در شهرستان فولتن، اوهایو واقع شده‌است.
 بخش چسترفیلد ۷۵٫۴ کیلومتر مربع مساحت و ۱٬۰۱۲ نفر جمعیت دارد و ۲۴۷ متر بالاتر از سطح دریا واقع شده‌است.